# Álex Palou
Álex Palou (Sant Antoni de Vilamajor, 1997. április 1. –) spanyol autóversenyző, a 2021-es, a 2023-as és a 2024-es IndyCar sorozat győztese.

## Európa

### A kezdetek
Álex Palou 1997-ben született Sant Antoni de Vilamajorban, Spanyolországban és 2003-ban kezdett el gokartozni. Legjobb eredménye a géposztályban a 2012-es WSK Euro Series megnyerése volt.

### Euroformula Open
2014-ben váltott együléses formulaautózásra és az Euroformula Openbe igazolt a Campos Racinghez. Május 3-án rögtön megnyerte első futamát a szériában, a németországi Nürburgringen. Ezt követően még két sikert könyvelhetett el. Magyarországon az évad közepén és a szezonzárón, hazai pályán is diadalmaskodni tudott. Az év végi összetettben a dobogós 3. lett, mindössze egy ponttal lemaradva a 2. lengyel Artur Janosztól.

### GP3
2015-re folytatta együttműködését a Campossal, de már a GP3-as sorozatban, amely a Formula–1 második számú utánpótlásának számított. A szezon első felében megbízhatósági gondokkal és a viszonylag tapasztalatlanságából adódó vezetési hibákkal küzdött, de később fokozatosan javult a teljesítménye. A szezonnyitóra negyedikként kvalifikálta magát az első futamra, de a rajtnál kicsúszott kuplunggondok miatt és pontszerző zónán kívül zárt.
Ausztriában az első futamon véletlenül leállította az autója motorját, a második versenyen pedig rajtbalesetbe keveredett. Az angliai Silverstone-ban ötödikként állt, majd a sebességváltó-szenzora meghibásodott és kiesett, így a második gp-t az utolsó helyről kezdhette meg. Összesen 11 autót sikerült megelőznie, ebből nyolcat még az első körben. Végül a 13. helyen ért célba.
A harmadik forduló helyszínén, a Hungaroringen a 7. pozícióból rajtolva az 5. helyen haladt, majd egyik riválisa kiütötte és csak a 19. lett.
A belgiumi Spa-ban megszerezte első bajnoki pontjait, amikor a 7. pozícióban látta meg a kockás zászlót. A hétvégezárón sokáig vezette a mezőnyt, viszont tempóhiány következtében az ötödikként rangsorolták.
Monzára csapata nem cserélt motort. Ott a sprintversenyen megpördült a felvezetőkörben. Szocsira új erőforrást szereltek be versenygépébe, ami némileg megoldotta a végsebesség-problémákat. A pole-pozíciótól mindössze egy tizedre lemaradva végzett az időmérőn. A futamon addigi legjobb eredményét érte el, a 4. helyen futott be a leintéskor.
Bahreinben a negyedik helyről kezdett volna, azonban a bemelegítéskor meghibásodott a gázérzékelője, ami miatt az autó instabillá vált, így kiállt a bokszba.
Az idényzáró Yas Marina aszfaltcsíkon megnyerte a kiírás legutolsó futamát, amivel az első spanyol pilóta lett, aki futamgyőzelmet aratott a széria 2010 óta íródó történetében. Az összetett rangsorban 10. lett 51 pontot szerezve.
2016-ban maradt a spanyol istálló kötelékében. Legjobb eredménye egy 2. pozíció volt Silverstone-ból, valamint egy 5. Abu-dzabiból. Az évad során nem sikerült versenyt nyernie. Eredményei a 15. helyre voltak elegendőek összetettben.

### Formula V8 3.5
A 2017-es évben részprogramokat teljesített Európa különböző bajnokságaiban. A Teo Martín Motorsport színeiben ott volt a Formula V8 3.5 három fordulójában. Második futamán, a Nürburgringen mesterhármast ért el, vagyis a pole-pozíció, a futamgyőzelmet és a leggyorsabb kör is az övé lett. További két pódiumot ünnepelhetett még Mexikóban és az USA-ban. Ezzel a részszezonnal 10. lett a végösszesítésben 68 egységgel.
A Campos lehetőséget biztosított számára az FIA Formula–2 bajnokság mezőnyében az utolsó két megmérettetésén. Az egyetlen F1-től különálló hétvégén, Jerezben a sprintfutamon a fordított rajtrács miatt az első helyről kezdhetett. Gumiabroncsai gyors tapadásvesztése miatt végül a 8. helyen látta meg a kockás zászlót.

### Formula–3 Európa-bajnokság

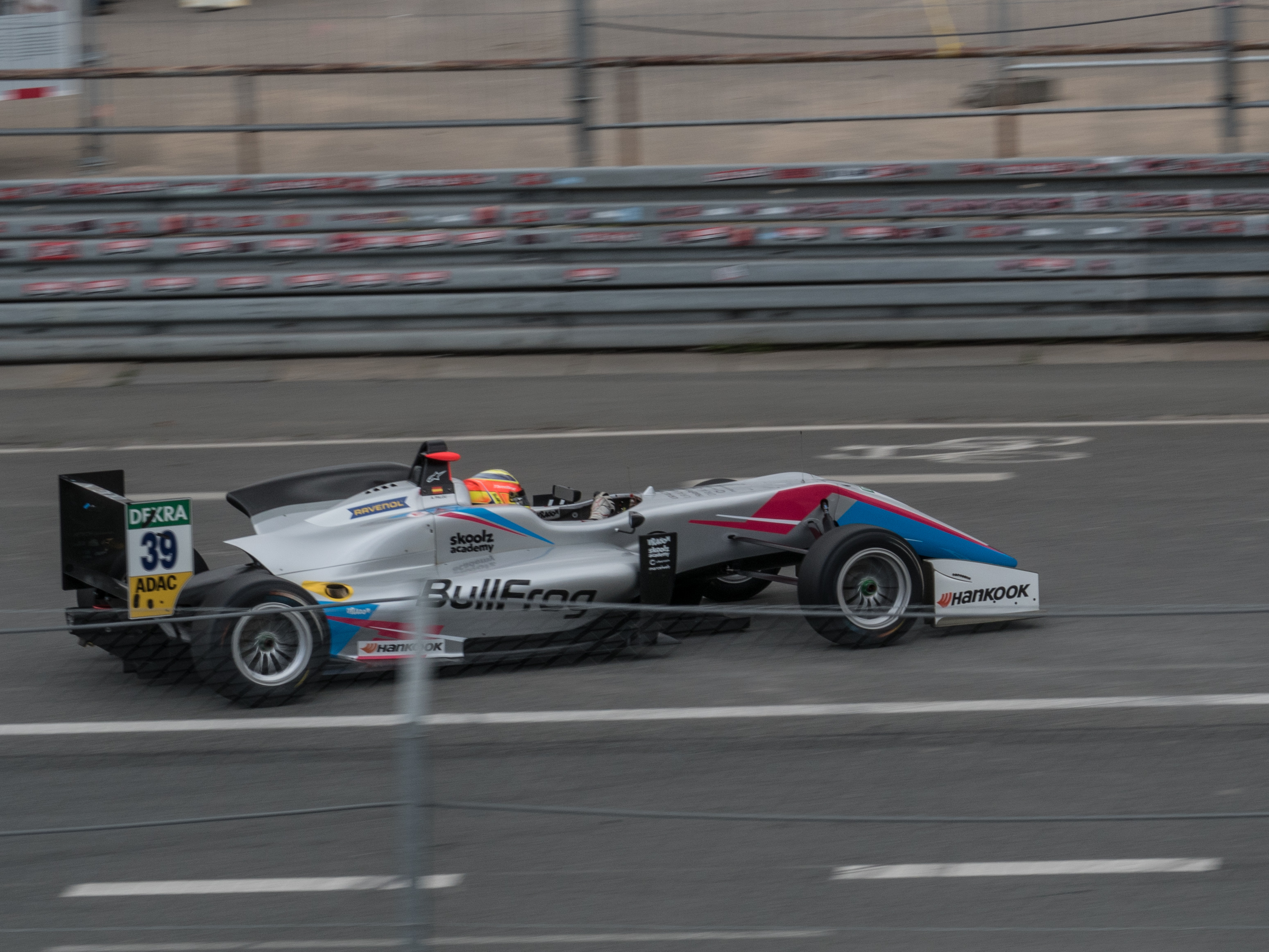
Palou 2018-ban a Norisringen.

2018 januárjában vált nyilvánossá, hogy teljes évre leszerződött a Formula–3 Európa-bajnokságba a Hitech Bullfrog GP-hez. Összesen hétszer állt dobogóra, amivel 7. lett összettben.

## Japán

### Japán Formula–3-as bajnokság
2017-ben a Threebond Drago Corse teljes évadra lehetőséget biztosított számára az ázsiai szigetország Formula–3-as kategóriájában. Az élmezőny erős tagjaként 3. lett összesítésben Takaboszi Micsunori és Tszuboi Szo mögött.

### Super Formula és Super GT
2019-re végleg elhagyta Európát és visszaköltözött Japánba. Az ország legmagasabban jegyzett szériájában, a Super Formulában kapott ülést a TCS Nakajima Racingnél. A Fuji Speedway-en pole-pozícióból nyert és egészen a hagyományosan Suzukában rendezett évadzáróig a bajnoki cím egyik fő esélyesének számított. Ott a szellőzőrendszer nem megfelelő hűtése miatt autójának motorja nem tudott teljes fordulaton üzemelni, majd 19. lett, amivel elvesztett esélyeit a végső sikerre és 3. lett Nick Cassidy és Jamamoto Naoki mögött.
A Super GT '300-as kategóriájában a McLaren Customer Racing Japan Team Goh alakulatával és a korábbi Le Mans-i 24 órás verseny győztes, Ara Szeidzsivel közösen ült be a McLaren 720S GT3 volánja mögé. A Japánon kívüli forduló, Thaiföldön a Chang International Circuit-en volt lebonyolítva, amelyre nem utaztak el. Legjobb eredményük az Autopolison elért 2. hely volt.

## IndyCar

### Dale Coyne Racing

#### 2020: Újonc szezon
2019 júliusában az USA-ban futó IndyCar egyik csapatánál, a Dale Coyne Racingnél tesztelt a Mid-Ohióban.
2019. december 19-én hivatalosan bejelentették, hogy Palou csatlakozik szponzorával, a Team Goh-val együtt az alakulathoz a 2020-as szezonra. A koronavírus-járvány miatt jelentősen átalakított menetrend első állomása a Texas Motor Speedway oválján volt, ahol egy másik újoc, Rinus VeeKayel ütközött és kiesett. Első dobogós helyezését 2020. július 11-én a Road America pályán tizenegy körrel a vége előtt egy újraindítás után megelőzte Ryan Hunter Reay-t és fellépett a dobogó legalsó fokára.

### Chip Ganassi Racing

#### 2021: Bajnoki cím
2021-re a Chip Ganassi Racing igazolta le. Április 18-án megszerezte élete első győzelmét az IndyCar-ban az alabamai Barber Motorsports Park szezonnyitóján. A Texas Motor Speedway-en először indulhatott pole-pozícióból, amit a bajnoki tabellán elfoglalt első helyének köszönhetett, ugyanis az időmérő edzést törölték a heves esőzések miatt. A legendás indianapolisi 500-on három körrel a viadal vége előtt megelőzte Hélio Castroneves, így a 2. helyen ért célba.
Detroitban rövid időre elveszítette pontelőnyét Patricio O'Warddal szemben. A detroiti második összecsapáson 3. lett, a Road America fordulót megnyerte, miután Josef Newgarden váltóhibát szenvedett és a 3. pozícióban zárt Mid-Ohióban, amivel megerősítette első helyét a tabellán. Érdekesség, hogy annak ellenére tette ezt, hogy három motorcserével kapcsolatos büntetést is kapott. A Gateway-en történt kiesése miatt átmenetileg ismét elveszítette összetett vezetését, azonban a Portlandben aratott sikerével visszavette azt. A Laguna Secában elért 2. helye után 35 pontos előnnyel várta a szezonzárót. A Long Beach-i utcai pályán legfőbb riválisa, O'Ward már az első körben balesetbe keveredett, ő pedig magabiztos vezetéssel a 4. helyen zárt, amivel a sorozat bajnoka lett. Scott Dixon és Dario Franchitti után ő lett a Chip Ganassi Racing harmadik pilótája, aki diadalmaskodott, egyben Dixonon kívül az első Honda versenyző, aki bajnokságot nyert a Dallara DW12-es és turbó V6-os korszakban. Ezenkívül elhódította a Mario Andretti kupát, amit a legjobb épített- és utcai pályás pilóta kaphat meg.

#### 2022: Szerződés botrány
A 2022-es évben pódiumon zárt St. Petersburgben, a Long Beach-en és a Barber Motorsports Park-ban is. A szezonzárót, Laguna Secában megtudta nyerni, egyetlen győzelmét aratva az idényben. Oda már úgy érkezett meg, hogy nem maradt esélye a címvédésre. Még nyári időszakban, 2022. július 12-én a Chip Ganassi Racing sajtóközleményben tudatta, hogy hosszabbítottak Palou-val 2023-ra is. Maga a versenyző néhány órával később a közösségi médiában nyilatkozott, hogy alakulata az ő beleegyezése nélkül adta ki a közleményt, emellett elmondta, hogy már korábban megállapodott az Arrow McLarennel. Ezt később hivatalosan a McLaren is bejelentette. Július 27-én a CGR polgári pert indított versenyzője ellen, Marion megyében. Szeptember 14-én minden fél megállapodásra jutott, hogy Palou minden további intézkledés nélkül a CGR-t fogja erősíteni az új évadban is.

#### 2023: Kétszeres bajnok

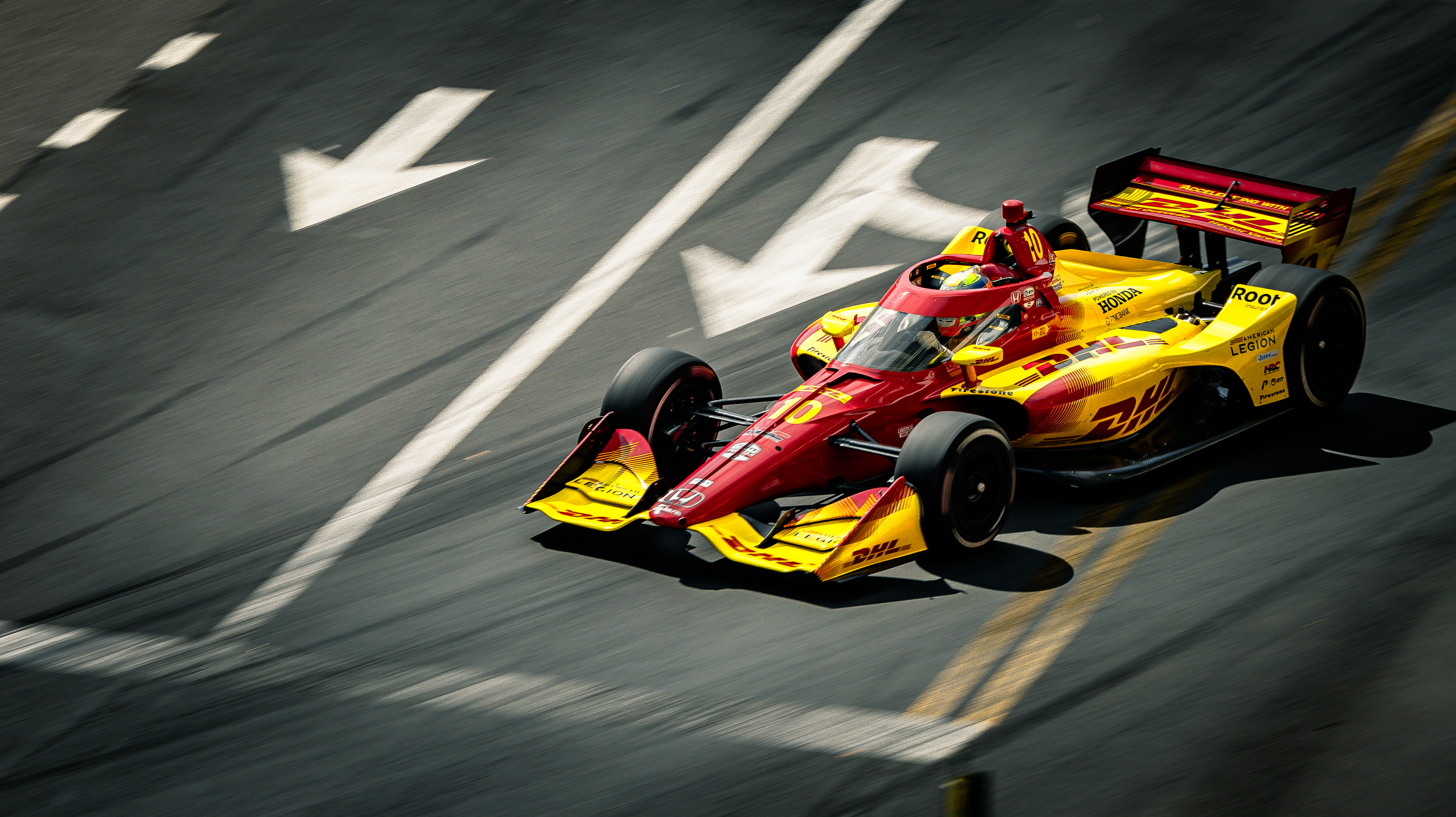
Palou 2024-ben a floridai St. Petersburgben.

Erőteljesen kezdte a 2023-as szezonját, az első öt futamból négyen az első öt helyen végzett, és megnyerte a GMR Grand Prix-t, ami a 107. Indianapolis 500 előversenye volt. Az legendás verseny kvalifikációja során új pole-pozíció sebességrekordot döntött, 234,217 mph-es tempóval, amivel megdöntötte Scott Dixon előző évben felállított rekordját. Szezonbeli második győzelmét aratta a Detroiti nagydíjon, majd a következő fordulóban ismét nyert Road America-n, amit sorozatban harmadik győzelme követett Mid-Ohióban. A Portlandi nagydíj megnyerésével, egy versennyel az év vége előtt megszerezte második IndyCar-bajnoki címét. Utoljára 18 éve, 2005-ben fordult elő, hogy nem a szezonzárón dőlt el az Astor-kupa sorsa. Akkor ezt Dan Wheldon hajtotta végre.

## Formula–1

### McLaren
2022 szeptemberében a McLaren bejelentette tesztprogramjukhoz Palou-t, hogy vezesse a MCL35M kódjelű Formula–1-es autót. Elsőként Barcelonában, majd a Red Bull Ringen is pályára vitte a konstrukciót, Patricio O’Ward mellett.
2022. október 21-én első éles hétvégéjén is autóba ült, az amerikai nagydíj első szabadedzésén.

## Eredményei

### Karrier összefoglaló
| Év   | Bajnokság                                       | Csapat                        | Verseny | Győzelem | Pole | Leggyorsabb kör | Dobogós helyezés | Pont | Helyezés |
| ---- | ----------------------------------------------- | ----------------------------- | ------- | -------- | ---- | --------------- | ---------------- | ---- | -------- |
| 2014 | Euroformula Open                                | Campos Racing                 | 16      | 3        | 3    | 4               | 11               | 242  | 3.       |
| 2014 | Spanyol Formula–3-as bajnokság                  | Campos Racing                 | 6       | 1        | 1    | 1               | 5                | 105  | 2.       |
| 2014 | Makaói nagydíj                                  | Fortec Motorsports            | 1       | 0        | 0    | 0               | 0                | —    | 16.      |
| 2014 | BRDC Brit Formula–4-es bajnokság                | Sean Walkinshaw Racing        | 3       | 0        | 0    | 0               | 0                | 48   | 23.      |
| 2015 | GP3                                             | Campos Racing                 | 18      | 1        | 0    | 1               | 1                | 51   | 10.      |
| 2016 | GP3                                             | Campos Racing                 | 18      | 0        | 0    | 0               | 1                | 22   | 15.      |
| 2016 | Ferrari Challenge Európa - Trofeo Pirelli (Pro) | StileF Squadra Corse          | 2       | 1        | 2    | 1               | 2                | 39   | 7.       |
| 2017 | Japán Formula–3-as bajnokság                    | Threebond Drago Corse         | 20      | 3        | 5    | 3               | 10               | 102  | 3.       |
| 2017 | Makaói nagydíj                                  | Threebond Drago Corse         | 1       | 0        | 0    | 0               | 0                | —    | 11.      |
| 2017 | Formula V8 3.5                                  | Teo Martín Motorsport         | 6       | 1        | 3    | 1               | 3                | 68   | 10.      |
| 2017 | Formula–2                                       | Campos Racing                 | 4       | 0        | 0    | 0               | 0                | 5    | 21.      |
| 2018 | Formula–3 Európa-bajnokság                      | Hitech Bullfrog GP            | 30      | 0        | 0    | 2               | 7                | 204  | 7.       |
| 2018 | Makaói nagydíj                                  | B-Max Racing Team             | 1       | 0        | 0    | 0               | 0                | —    | Kiesett  |
| 2019 | Super GT – GT300                                | McLaren Customer Racing Japan | 7       | 0        | 1    | 0               | 1                | 20   | 15.      |
| 2019 | Super Formula                                   | TCS Nakajima Racing           | 7       | 1        | 3    | 2               | 1                | 26   | 3.       |
| 2020 | IndyCar                                         | DCR Team Goh                  | 14      | 0        | 0    | 1               | 1                | 238  | 16.      |
| 2021 | IndyCar                                         | Chip Ganassi Racing           | 16      | 3        | 2    | 3               | 7                | 549  | 1.       |
| 2022 | IndyCar                                         | Chip Ganassi Racing           | 17      | 1        | 0    | 3               | 6                | 510  | 5.       |
| 2023 | IndyCar                                         | Chip Ganassi Racing           | 17      | 5        | 2    | 4               | 10               | 656  | 1.       |
| 2024 | IndyCar                                         | Chip Ganassi Racing           | 0       | 0        | 0    | 0               | 0                | 0    | —        |

* A szezon jelenleg is zajlik.
‡ Palou vendégversenyzőként nem volt jogosult bajnoki pontokra.

### Teljes GP3-as eredménylistája
(Táblázat értelmezése)

(Félkövér: pole-pozícióból indult; dőlt: leggyorsabb kört futott) 

| Év   | Csapat        | 1          | 2          | 3          | 4          | 5          | 6          | 7          | 8          | 9          | 10          | 11         | 12         | 13         | 14        | 15         | 16         | 17         | 18        | Helyezés | Pont |
| ---- | ------------- | ---------- | ---------- | ---------- | ---------- | ---------- | ---------- | ---------- | ---------- | ---------- | ----------- | ---------- | ---------- | ---------- | --------- | ---------- | ---------- | ---------- | --------- | -------- | ---- |
| 2015 | Campos Racing | ESP FEA 12 | ESP SPR 20 | AUT FEA 14 | AUT SPR Ki | GBR FEA Ki | GBR SPR 13 | HUN FEA 19 | HUN SPR 18 | BEL FEA 7  | BEL SPR 5   | ITA FEA 7  | ITA SPR 10 | RUS FEA 4  | RUS SPR 9 | BHR FEA Ki | BHR SPR 10 | UAE FEA 8  | UAE SPR 1 | 10.      | 51   |
| 2016 | Campos Racing | ESP FEA 19 | ESP SPR 14 | AUT FEA 16 | AUT SPR 11 | GBR FEA 10 | GBR SPR 2  | HUN FEA 11 | HUN SPR 14 | GER FEA 16 | GER SPR 19† | BEL FEA 13 | BEL SPR 11 | ITA FEA 11 | ITA SPR 7 | MAL FEA 14 | MAL SPR 19 | UAE FEA 10 | UAE SPR 5 | 15.      | 22   |

### Teljes Formula V8 3.5 eredménylistája
(Táblázat értelmezése)

(Félkövér: pole-pozícióból indult; dőlt: leggyorsabb kört futott) 

| Év   | Csapat                | 1     | 2     | 3     | 4     | 5     | 6     | 7     | 8     | 9     | 10    | 11       | 12      | 13      | 14       | 15      | 16    | 17    | 18    | Helyezés | Pont |
| ---- | --------------------- | ----- | ----- | ----- | ----- | ----- | ----- | ----- | ----- | ----- | ----- | -------- | ------- | ------- | -------- | ------- | ----- | ----- | ----- | -------- | ---- |
| 2017 | Teo Martín Motorsport | GBR 1 | GBR 2 | BEL 1 | BEL 2 | ITA 1 | ITA 2 | ESP 1 | ESP 2 | ARA 1 | ARA 2 | GER 1 11 | GER 2 1 | MEX 1 3 | MEX 2 Ki | USA 1 5 | USA 2 | BHR 1 | BHR 2 | 10.      | 68   |

### Teljes FIA Formula–2-es eredménysorozata
(Táblázat értelmezése)

(Félkövér: pole-pozícióból indult; dőlt: leggyorsabb kört futott) 

| Év   | Csapat        | 1       | 2       | 3       | 4       | 5       | 6       | 7       | 8       | 9       | 10      | 11      | 12      | 13      | 14      | 15      | 16      | 17      | 18      | 19        | 20        | 21         | 22         | Helyezés | Pont |
| ---- | ------------- | ------- | ------- | ------- | ------- | ------- | ------- | ------- | ------- | ------- | ------- | ------- | ------- | ------- | ------- | ------- | ------- | ------- | ------- | --------- | --------- | ---------- | ---------- | -------- | ---- |
| 2017 | Campos Racing | BHR FEA | BHR SPR | ESP FEA | ESP SPR | MON FEA | MON SPR | AZE FEA | AZE SPR | AUT FEA | AUT SPR | GBR FEA | GBR SPR | HUN FEA | HUN SPR | BEL FEA | BEL SPR | ITA FEA | ITA SPR | JER FEA 8 | JER SPR 8 | UAE FEA 12 | UAE FEA 12 | 22.      | 5    |

### Teljes Formula–1-es eredménysorozata
(Táblázat értelmezése)

(Félkövér: pole-pozícióból indult; dőlt: leggyorsabb kört futott) 

| Év   | Csapat  | 1   | 2   | 3   | 4   | 5   | 6   | 7   | 8   | 9   | 10  | 11  | 12  | 13  | 14  | 15  | 16  | 17  | 18  | 19     | 20  | 21  | 22  | Helyezés | Pont |
| ---- | ------- | --- | --- | --- | --- | --- | --- | --- | --- | --- | --- | --- | --- | --- | --- | --- | --- | --- | --- | ------ | --- | --- | --- | -------- | ---- |
| 2022 | McLaren | BHR | SAU | AUS | EMI | MIA | ESP | MON | AZE | CAN | GBR | AUT | FRA | HUN | BEL | NED | ITA | SIN | JPN | USA Tp | MEX | BRA | UAE | —        | —    |

### Teljes Formula–3 Európa-bajnokság eredménysorozata
(Táblázat értelmezése)

(Félkövér: pole-pozícióból indult; dőlt: leggyorsabb kört futott) 

| Év   | Csapat             | 1       | 2     | 3        | 4        | 5       | 6        | 7        | 8       | 9        | 10       | 11      | 12      | 13      | 14       | 15      | 16      | 17       | 18      | 19      | 20    | 21      | 22       | 23      | 24    | 25      | 26       | 27       | 28      | 29      | 30    | Helyezés | Pont |
| ---- | ------------------ | ------- | ----- | -------- | -------- | ------- | -------- | -------- | ------- | -------- | -------- | ------- | ------- | ------- | -------- | ------- | ------- | -------- | ------- | ------- | ----- | ------- | -------- | ------- | ----- | ------- | -------- | -------- | ------- | ------- | ----- | -------- | ---- |
| 2018 | Hitech Bullfrog GP | PAU 1 7 | PAU 2 | PAU 3 19 | HUN 1 12 | HUN 2 3 | HUN 3 Ki | NOR 1 11 | NOR 2 4 | NOR 3 Ki | ZAN 1 10 | ZAN 2 4 | ZAN 3 6 | SPA 1 2 | SPA 2 11 | SPA 3 9 | SIL 1 7 | SIL 2 11 | SIL 3 7 | MIS 1 8 | MIS 2 | MIS 3 6 | NÜR 1 Ki | NÜR 2 6 | NÜR 3 | RBR 1 3 | RBR 2 Ki | RBR 3 10 | HOC 1 4 | HOC 2 8 | HOC 3 | 7.       | 204  |

### Teljes Super GT eredménysorozata
(Táblázat értelmezése)

(Félkövér: pole-pozícióból indult; dőlt: leggyorsabb kört futott) 

| Év   | Csapat                        | Osztály | 1      | 2      | 3      | 4   | 5      | 6     | 7      | 8     | Helyezés | Pont |
| ---- | ----------------------------- | ------- | ------ | ------ | ------ | --- | ------ | ----- | ------ | ----- | -------- | ---- |
| 2019 | McLaren Customer Racing Japan | GT300   | OKA 19 | FUJ 14 | SUZ 13 | CHA | FUJ Ki | AUT 2 | SUG 12 | MOT 7 | 15.      | 20   |

### Teljes Super Formula eredménylistája
(Táblázat értelmezése)

(Félkövér: pole-pozícióból indult; dőlt: leggyorsabb kört futott) 

| Év   | Csapat              | 1      | 2     | 3      | 4     | 5     | 6     | 7      | Helyezés | Pont |
| ---- | ------------------- | ------ | ----- | ------ | ----- | ----- | ----- | ------ | -------- | ---- |
| 2019 | TCS Nakajima Racing | SUZ Ki | AUT 6 | SUG 13 | FUJ 1 | MOT 4 | OKA 4 | SUZ 19 | 3.       | 26   |

### Teljes IndyCar eredménysorozata
| Év   | Csapat              | 1      | 2      | 3     | 4     | 5      | 6      | 7       | 8      | 9      | 10     | 11     | 12     | 13     | 14     | 15    | 16     | 17    | 18  | Helyezés | Pont |
| ---- | ------------------- | ------ | ------ | ----- | ----- | ------ | ------ | ------- | ------ | ------ | ------ | ------ | ------ | ------ | ------ | ----- | ------ | ----- | --- | -------- | ---- |
| 2020 | DCR Team Goh        | TXS 23 | IMS 19 | ROA 3 | ROA 7 | IOW 11 | IOW 14 | INDY 28 | GTW 15 | GTW 12 | MDO 12 | MDO 23 | IMS 17 | IMS 9  | STP 13 |       |        |       |     | 16.      | 238  |
| 2021 | Chip Ganassi Racing | ALA 1  | STP 17 | TXS 4 | TXS 7 | IMS 3  | INDY 2 | DET 15  | DET 3  | ROA 1  | MDO 3  | NSH 7  | IMS 27 | GTW 20 | POR 1  | LAG 2 | LBH 4  |       |     | 1.       | 549  |
| 2022 | Chip Ganassi Racing | STP 2  | TXS 7  | LBH 3 | ALA 2 | IMS 18 | INDY 9 | DET 6   | ROA 27 | MDO 2  | TOR 6  | IOW 6  | IOW 13 | IMS 10 | NSH 3  | GTW 9 | POR 12 | LAG 1 |     | 5.       | 510  |
| 2023 | Chip Ganassi Racing | STP 8  | TXS 3  | LBH 5 | ALA 5 | IMS 1  | INDY 4 | DET 1   | ROA 1  | MDO 1  | TOR 2  | IOW 8  | IOW 3  | NSH 3  | IMS 7  | GTW 7 | POR 1  | LAG 3 |     | 1.       | 656  |
| 2024 | Chip Ganassi Racing | STP 6  | TRM2 1 | LBH   | ALA   | IMS    | INDY   | DET     | ROA    | LAG    | MDO    | IOW    | IOW    | TOR    | GTW    | POR   | MIL    | MIL   | NSH | 6.*      | 28*  |

* A szezon jelenleg is zajlik.
2 A verseny nem számít bele a bajnokságba

#### Indianapolis 500
| Év   | Karosszéria | Motor | Rajthely | Eredmény | Csapat                        |
| ---- | ----------- | ----- | -------- | -------- | ----------------------------- |
| 2020 | Dallara     | Honda | 7        | 28       | Dale Coyne Racing w/ Team Goh |
| 2021 | Dallara     | Honda | 6        | 2        | Chip Ganassi Racing           |
| 2022 | Dallara     | Honda | 2        | 9        | Chip Ganassi Racing           |
| 2023 | Dallara     | Honda | 1        | 4        | Chip Ganassi Racing           |

### Daytonai 24 órás autóverseny
| Év   | Csapat          | Csapattárs                                          | Autó                | Kategória | Kör | Összetett Helyezés | Kategória Helyezés |
| ---- | --------------- | --------------------------------------------------- | ------------------- | --------- | --- | ------------------ | ------------------ |
| 2022 | Cadillac Racing | Sébastien Bourdais Scott Dixon Renger van der Zande | Cadillac DPi-V.R    | DPi       | 722 | 14.                | 7.                 |
| 2024 | Cadillac Racing | Sébastien Bourdais Scott Dixon Renger van der Zande | Cadillac V-Series.R | GTP       |     |                    |                    |